# All the Way... A Decade of Song
All the Way... A Decade of Song là album tuyển tập tiếng Anh đầu tiên của ca sĩ người Canada Celine Dion, phát hành ngày 12 tháng 11 năm 1999 bởi Epic Records, 550 Music và Columbia Records. Đây là tập hợp những đĩa đơn thành công nhất của Dion trích từ năm album phòng thu tiếng Anh ra mắt trong thập niên 1990: Celine Dion (1992), The Colour of My Love (1993), Falling into You (1996), Let's Talk About Love (1997) và These Are Special Times (1998). Album cũng bao gồm bảy bản thu âm mới với sự tham gia hợp tác từ Max Martin, Kristian Lundin, Robert John "Mutt" Lange, James Horner và Matt Serletic, trong khi cộng tác viên quen thuộc của cô David Foster đồng sản xuất bốn bài hát. Nữ ca sĩ thu âm "All the Way" và kết hợp với bản gốc năm 1963 của Frank Sinatra để tạo nên một bản song ca, cũng như hát lại "The First Time Ever I Saw Your Face" của Roberta Flack. Ngoài ra, "Then You Look at Me" còn được sử dụng làm bản nhạc chủ đề cho bộ phim năm 1999 Bicentennial Man.
Sau khi phát hành, All the Way... A Decade of Song đa phần nhận được những phản ứng tích cực từ các nhà phê bình âm nhạc, trong đó họ đánh giá cao những bài hát mới như "That's the Way It Is" và "If Walls Could Talk", đồng thời gọi tác phẩm là minh chứng cho thành công của Dion xuyên suốt thập niên 1990. Album cũng gặt hái những thành công vượt trội về mặt thương mại, đứng đầu các bảng xếp hạng tại hơn 18 quốc gia, bao gồm những thị trường lớn như Úc, Canada, Pháp, Đức, Nhật Bản, Tây Ban Nha, Thụy Sĩ và Vương quốc Anh, đồng thời lọt vào top 5 ở hầu hết những thị trường còn lại. All the Way... A Decade of Song đạt vị trí số một trên bảng xếp hạng Billboard 200 tại Hoa Kỳ trong ba tuần không liên tiếp, trở thành album quán quân thứ ba của Dion và là album tuyển tập của nghệ sĩ nữ bán chạy nhất tại đây trong kỷ nguyên Nielsen SoundScan. Tính đến nay, đĩa nhạc đã bán được hơn 22 triệu bản trên toàn thế giới, trở thành một trong những album bán chạy nhất mọi thời đại.
Bốn đĩa đơn đã được phát hành từ All the Way... A Decade of Song. "That's the Way It Is" được chọn làm đĩa đơn mở đường và lọt vào top 10 ở hơn 18 quốc gia, đồng thời trở thành đĩa đơn gần nhất của Dion vươn đến top 10 trên bảng xếp hạng Billboard Hot 100. "Live (for the One I Love)", được dịch từ bản gốc tiếng Pháp "Vivre" của Noa, được phát hành làm đĩa đơn thứ hai tại một số quốc gia châu Âu, trong khi "The First Time Ever I Saw Your Face" chỉ ra mắt giới hạn tại Vương quốc Anh và đứng thứ 19. Đĩa đơn cuối cùng và thứ hai tại Bắc Mỹ "I Want You to Need Me" đạt ngôi vị quán quân tại Canada. Để quảng bá cho All the Way... A Decade of Song, Dion xuất hiện và trình diễn trên nhiều chương trình truyền hình và lễ trao giải lớn, như The Rosie O'Donnell Show, Today, Top of the Pops và giải thưởng âm nhạc Billboard năm 1999, cũng như thực hiện chương trình truyền hình đặc biệt cùng tên. Sau thành công của album, nữ ca sĩ quyết định gác lại sự nghiệp để tập trung xây dựng gia đình và sinh con đầu lòng vào năm 2001.

## Danh sách bài hát
Tất cả phiên bản của All the Way... A Decade of Song đều bao gồm bảy bài hát mới, và theo thứ tự, là những bản hit trước đó: "The Power of Love", "Beauty and the Beast", "Because You Loved Me", "It's All Coming Back to Me Now", "To Love You More" và "My Heart Will Go On". Những bản nhạc còn lại thay đổi theo từng quốc gia:
- Tất cả các phiên bản ngoại trừ phiên bản tại Úc đều có "I'm Your Angel". Phiên bản tại Úc có "Falling into You".
- Tất cả các phiên bản ngoại trừ phiên bản tại Bắc Mỹ đều có "Immortality". Phiên bản Bắc Mỹ có "If You Asked Me To" và "Love Can Move Mountains".
- Phiên bản Châu Á có "Be the Man".
- Phiên bản Châu Âu (trừ tại Pháp) và Úc bao gồm "Think Twice".
- Phiên bản tại Pháp, Brazil và Nhật Bản bao gồm "All by Myself". Phiên bản tại Tây Ban Nha có phiên bản tiếng Tây Ban Nha của bài hát, "Sola Otra Vez".

| All the Way... A Decade of Song – Phiên bản tại Bắc Mỹ | All the Way... A Decade of Song – Phiên bản tại Bắc Mỹ | All the Way... A Decade of Song – Phiên bản tại Bắc Mỹ         | All the Way... A Decade of Song – Phiên bản tại Bắc Mỹ | All the Way... A Decade of Song – Phiên bản tại Bắc Mỹ |
| STT                                                    | Nhan đề                                                | Sáng tác                                                       | Sản xuất                                               | Thời lượng                                             |
| ------------------------------------------------------ | ------------------------------------------------------ | -------------------------------------------------------------- | ------------------------------------------------------ | ------------------------------------------------------ |
| 1.                                                     | "The Power of Love" (radio chỉnh sửa)                  | Candy DeRouge Gunther Mende Mary Susan Applegate Jennifer Rush | David Foster                                           | 4:48                                                   |
| 2.                                                     | "If You Asked Me To"                                   | Diane Warren                                                   | Guy Roche                                              | 3:55                                                   |
| 3.                                                     | "Beauty and the Beast" (song ca với Peabo Bryson)      | Alan Menken Howard Ashman                                      | Walter Afanasieff                                      | 4:04                                                   |
| 4.                                                     | "Because You Loved Me"                                 | Warren                                                         | Foster                                                 | 4:35                                                   |
| 5.                                                     | "It's All Coming Back to Me Now" (radio chỉnh sửa)     | Jim Steinman                                                   | Steinman Steven Rinkoff [a] Roy Bittan [a]             | 5:32                                                   |
| 6.                                                     | "Love Can Move Mountains" (chỉnh sửa)                  | Warren                                                         | Ric Wake                                               | 4:01                                                   |
| 7.                                                     | "To Love You More" (radio chỉnh sửa)                   | Foster Junior Miles                                            | Foster                                                 | 4:41                                                   |
| 8.                                                     | "My Heart Will Go On"                                  | James Horner Will Jennings                                     | Afanasieff Horner [a]                                  | 4:42                                                   |
| 9.                                                     | "I'm Your Angel" (song ca với R. Kelly)                | Kelly                                                          | Kelly                                                  | 5:31                                                   |
| 10.                                                    | "That's the Way It Is"                                 | Kristian Lundin Max Martin Andreas Carlsson                    | Martin Lundin                                          | 4:03                                                   |
| 11.                                                    | "If Walls Could Talk"                                  | Robert John "Mutt" Lange                                       | Lange                                                  | 5:19                                                   |
| 12.                                                    | "The First Time Ever I Saw Your Face"                  | Ewan MacColl                                                   | Foster                                                 | 4:09                                                   |
| 13.                                                    | "All the Way" (song ca với Frank Sinatra)              | Jimmy Van Heusen Sammy Cahn                                    | Foster René Angélil                                    | 3:53                                                   |
| 14.                                                    | "Then You Look at Me"                                  | Horner Jennings                                                | Foster Horner Simon Franglen                           | 4:11                                                   |
| 15.                                                    | "I Want You to Need Me"                                | Warren                                                         | Matt Serletic                                          | 4:36                                                   |
| 16.                                                    | "Live (for the One I Love)"                            | Riccardo Cocciante Luc Plamondon Jennings                      | Foster Humberto Gatica                                 | 3:58                                                   |
| Tổng thời lượng:                                       | Tổng thời lượng:                                       | Tổng thời lượng:                                               | Tổng thời lượng:                                       | 71:58                                                  |

Ghi chú
- ^a  nghĩa là đồng sản xuất

## Xếp hạng
| Bảng xếp hạng (1999–2002)                | Vị trí cao nhất |
| ---------------------------------------- | --------------- |
| Album Argentina (CAPIF)                  | 5               |
| Album Úc (ARIA)                          | 1               |
| Album Áo (Ö3 Austria)                    | 1               |
| Album Bỉ (Ultratop Vlaanderen)           | 2               |
| Album Bỉ (Ultratop Wallonie)             | 1               |
| Canada Top Albums/CDs (RPM)              | 1               |
| Album Canada (Billboard)                 | 1               |
| Album Cộng hòa Séc (ČNS IFPI)            | 12              |
| Album Đan Mạch (Hitlisten)               | 2               |
| Album Hà Lan (Album Top 100)             | 1               |
| Album Châu Âu (Music & Media)            | 1               |
| Album Phần Lan (Suomen virallinen lista) | 1               |
| Album Pháp Tổng hợp (SNEP)               | 1               |
| Album Đức (Offizielle Top 100)           | 1               |
| Album Hy Lạp (IFPI)                      | 1               |
| Album Hungaria (MAHASZ)                  | 9               |
| Album Iceland (Tónlist)                  | 1               |
| Album Ireland (IRMA)                     | 1               |
| Album Ý (FIMI)                           | 4               |
| Album Nhật Bản (Oricon)                  | 1               |
| Album Malaysia (RIM)                     | 3               |
| Album New Zealand (RMNZ)                 | 2               |
| Album Na Uy (VG-lista)                   | 1               |
| Album Bồ Đào Nha (AFP)                   | 4               |
| Album Quebec (ADISQ)                     | 1               |
| Album Scotland (OCC)                     | 2               |
| Album Tây Ban Nha (PROMUSICAE)           | 1               |
| Album Thụy Điển (Sverigetopplistan)      | 1               |
| Album Thụy Sĩ (Schweizer Hitparade)      | 1               |
| Album Anh Quốc (OCC)                     | 1               |
| Album Hoa Kỳ Billboard 200               | 1               |
| Album Hoa Kỳ Top Catalog (Billboard)     | 2               |

| Bảng xếp hạng (2000)  | Vị trí cao nhất |
| --------------------- | --------------- |
| Album Hàn Quốc (RIAK) | 6               |

| Bảng xếp hạng (1999)                             | Vị trí |
| ------------------------------------------------ | ------ |
| Album Úc (ARIA)                                  | 15     |
| Album Áo (Ö3 Austria)                            | 47     |
| Album Bỉ (Ultratop Flanders)                     | 6      |
| Album Bỉ (Ultratop Wallonia)                     | 10     |
| Album Canada (RPM)                               | 95     |
| Album Đan Mạch (Hitlisten)                       | 35     |
| Album Hà Lan (Album Top 100)                     | 45     |
| Album Châu Âu (Music & Media)                    | 29     |
| Album Pháp Tổng hợp (SNEP)                       | 1      |
| Album Đức (Offizielle Top 100)                   | 53     |
| Album Nhật Bản (Oricon)                          | 68     |
| Album Na Uy Mùa Giáng sinh (VG-lista)            | 1      |
| Album Tây Ban Nha (PROMUSICAE)                   | 32     |
| Album Thụy Điển (Sverigetopplistan)              | 4      |
| Album Thụy Sĩ (Schweizer Hitparade)              | 27     |
| Album Anh Quốc (OCC)                             | 12     |
| Bảng xếp hạng (2000)                             | Vị trí |
| Album Úc (ARIA)                                  | 38     |
| Album Áo (Ö3 Austria)                            | 23     |
| Album Bỉ (Ultratop Flanders)                     | 24     |
| Album Bỉ (Ultratop Wallonia)                     | 26     |
| Album Canada (SoundScan)                         | 27     |
| Album Đan Mạch (Hitlisten)                       | 30     |
| Album Hà Lan (Album Top 100)                     | 24     |
| Album Châu Âu (Music & Media)                    | 11     |
| Album Phần Lan Quốc tế (Suomen virallinen lista) | 14     |
| Album Pháp Tổng hợp (SNEP)                       | 14     |
| Album Đức (Offizielle Top 100)                   | 19     |
| Album Nhật Bản (Oricon)                          | 26     |
| Album New Zealand (RMNZ)                         | 8      |
| Album Thụy Điển (Sverigetopplistan)              | 68     |
| Album Thụy Sĩ (Schweizer Hitparade)              | 6      |
| Album Anh Quốc (OCC)                             | 55     |
| Hoa Kỳ Billboard 200                             | 7      |
| Bảng xếp hạng (2001)                             | Vị trí |
| Hoa Kỳ Billboard 200                             | 198    |
| Bảng xếp hạng (2002)                             | Vị trí |
| Hoa Kỳ Top Catalog Albums (Billboard)            | 10     |
| Bảng xếp hạng (2003)                             | Vị trí |
| Hoa Kỳ Top Catalog Albums (Billboard)            | 16     |
| Bảng xếp hạng (2004)                             | Vị trí |
| Hoa Kỳ Top Catalog Albums (Billboard)            | 30     |
| Bảng xếp hạng (2008)                             | Vị trí |
| Album Anh Quốc (OCC)                             | 142    |
| Hoa Kỳ Top Catalog Albums (Billboard)            | 22     |

| Bảng xếp hạng (2000–2009)             | Vị trí |
| ------------------------------------- | ------ |
| Hoa Kỳ Billboard 200                  | 26     |
| Hoa Kỳ Top Catalog Albums (Billboard) | 38     |

| Bảng xếp hạng                    | Vị trí |
| -------------------------------- | ------ |
| Album Nghệ sĩ Canada (SoundScan) | 6      |
| Album Nghệ sĩ Nữ Ireland (OCC)   | 19     |

## Chứng nhận
| Quốc gia | Chứng nhận  | Số đơn vị/doanh số chứng nhận |
| --- | ----------- | ----------------------------- |
| Argentina (CAPIF) | Bạch kim    | 60.000^                       |
| Úc (ARIA) | 5× Bạch kim | 350.000‡                      |
| Áo (IFPI Áo) | Bạch kim    | 50.000*                       |
| Bỉ (BEA) | 3× Bạch kim | 150.000*                      |
| Brasil (Pro-Música Brasil) | Bạch kim    | 250.000*                      |
| Canada (Music Canada) | Kim cương   | 1.000.000^                    |
| Phần Lan (Musiikkituottajat) | Bạch kim    | 55,713                        |
| Pháp (SNEP) | 2× Bạch kim | 600.000*                      |
| Đức (BVMI) | 7× Vàng     | 1.750.000^                    |
| Hungary (Mahasz) | Vàng        | 10.000^                       |
| Nhật Bản (RIAJ) | 2× Triệu    | 2.000.000^                    |
| New Zealand (RMNZ) | 5× Bạch kim | 75.000^                       |
| Na Uy (IFPI) | 2× Bạch kim | 100.000*                      |
| Ba Lan (ZPAV) | Bạch kim    | 70.000*                       |
| Singapore (RIAS) | Vàng        | 5.000*                        |
| Hàn Quốc (KMCA) | —           | 95,066                        |
| Tây Ban Nha (PROMUSICAE) | 2× Bạch kim | 200.000^                      |
| Thụy Điển (GLF) | 2× Bạch kim | 160.000^                      |
| Thụy Sĩ (IFPI) | 3× Bạch kim | 150.000^                      |
| Anh Quốc (BPI) | 4× Bạch kim | 1,318,223                     |
| Hoa Kỳ (RIAA) | 7× Bạch kim | 9,300,000                     |
| Tổng hợp |             |                               |
| Châu Âu (IFPI) | 5× Bạch kim | 5.000.000*                    |
| Toàn cầu | —           | 22,000,000                    |
| * Chứng nhận dựa theo doanh số tiêu thụ. ^ Chứng nhận dựa theo doanh số nhập hàng. ‡ Chứng nhận dựa theo doanh số tiêu thụ và phát trực tuyến. |             |                               |

## Lịch sử phát hành
| Khu vực  | Ngày              | Hãng đĩa | Định dạng   | Mã                |
| -------- | ----------------- | -------- | ----------- | ----------------- |
| Châu Âu  | 12 tháng 11, 1999 | Columbia | CD cassette | 496094 2 496094 4 |
| Nhật Bản | 13 tháng 11, 1999 | SMEJ     | CD          | ESCA-8070         |
| Hoa Kỳ   | 16 tháng 11, 1999 | 550      | CD cassette | BK 63760 BT 63760 |
| Úc       | 19 tháng 11, 1999 | Epic     | CD cassette | 495111 2 495111 4 |